# Заболоття (Зебляковське сільське поселення, село)
Заболоття (рос. Заболотье) — село в Шар'їнському районі Костромської області Російської Федерації.
Населення становить 167 осіб. Входить до складу муніципального утворення Зебляковське сільське поселення.

## Історія
Від 2007 року входить до складу муніципального утворення Зебляковське сільське поселення.

## Населення
1. Н/Д[2]